# Contessina de Médici
Contessina Antônia Romola de Lourenço de Médici (Pistoia, 16 de janeiro de 1478 – Roma, 29 de junho de 1515) foi uma nobre italiana. Ela foi esposa de Pedro Rodolfi, para quem foi criado o título de conde palatino pelo Papa Leão X, irmão de Contessina. Ela também era prima do Papa Clemente VII.

## Família
Contessina foi a quinta filha e nona criança nascida de Lourenço de Médici, Governante da República Florentina como Senhor de Florença, e de Clarice Orsini.
Os seus avós paternos eram Pedro de Cosme de Médici e Lucrécia Tornabuoni. Os seus avós maternos eram os primos Jacopo Orsini, Senhor de Monterotondo, e Madalena Orsini.
Ela teve vários irmãos, entre eles: Lucrécia, esposa de Jacopo Salviati; Pedro, conhecido como "o Desafortunado", foi casado com Alfonsina Orsini; Madalena, esposa de Franceschetto Cybo, filho ilegítimo do Papa Inocêncio VIII; João, que foi eleito Papa em 1513 com o nome de Leão X; Luísa, que morreu ainda criança; Juliano II de Médici, marido de Filisberta de Saboia, porém, o arcebispo de Avinhão, Hipólito de Médici, foi o filho ilegítimo que teve com a amante, Pacifica Brandano.

## Biografia
Contessina nasceu na cidade de Pistoia, hoje na Toscana, onde a família tinha se refugiado após a Conspiração dos Pazzi, quando Juliano de Médici, irmão de Lourenço e tio de Contessina, foi morto. Ela foi batizada em Florença logo após o nascimento. Ela recebeu o primeiro nome em homenagem à sua bisavó paterna, Contessina de Bardi, esposa do banqueiro Cosme de Médici.
Quando ela tinha 11 anos e seu pai estava fora de casa tratando da gota nas termas da Villa Medicea di Spedaletto, ele enviou a ela a seguinte carta:
"Querida pequena Contessina, eu estou lhe escrevendo para dizer-lhe que, graças a Deus, eu estou muito bem e tenho estado cada vez melhor desde que eu parti. Esses banhos frequentes estão me fazendo muito bem... Seja boa com Alfonsina (a esposa do irmão Pedro) e lhe faça companhia; diga a ela que eu disse para que ela cuide muito bem do bebê (Cosme). Eu fiquei sabendo que Monsignore (o irmão João) e as outras crianças foram embora. É travesso da parte deles deixá-la sozinha, mas eu voltarei em breve e ficarei contigo, e eles podem ficar na Villa por quanto tempo quiserem. Spedaletto, 31 de julho de 1489."

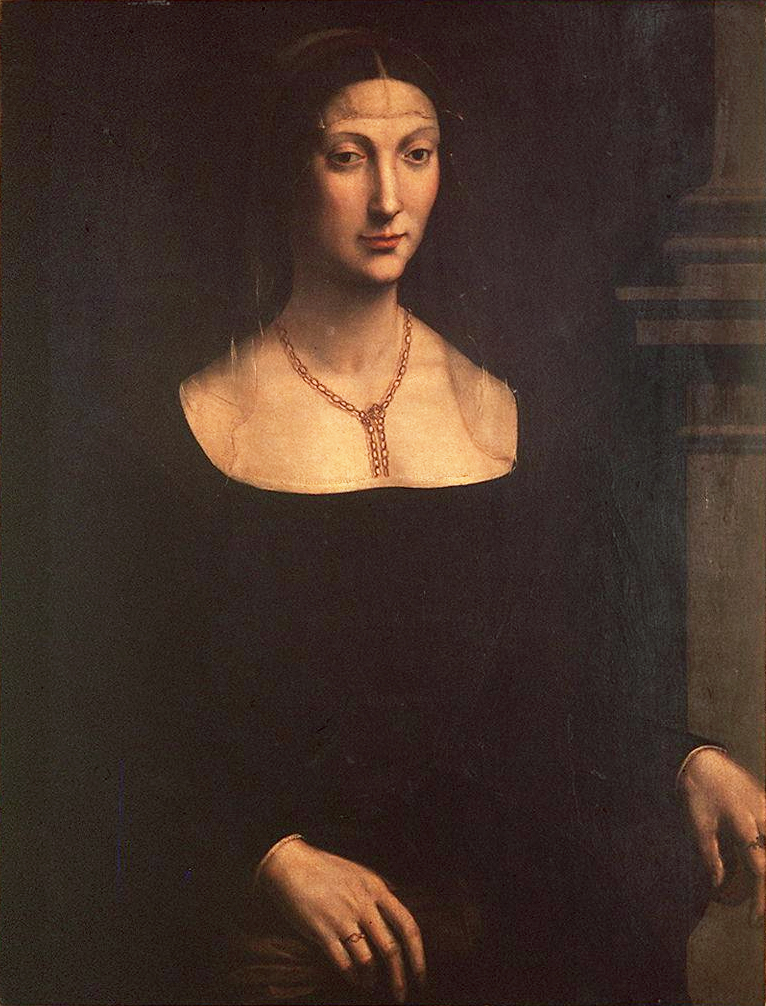
Retrato póstumo pelo artista desconhecido identificado apenas como Ambito Fiorentino, c. 1520.

Em maio de 1494, Contessina casou-se com Pedro Ridolfi, filho de Nicolau Ridolfi e de Juliana Spinelli. Essa união arranjada com um homem de uma família florentina foi planejada pelo pai dela, Lourenço, para contrariar as ansiedades das pessoas da região em relação às ambições da Casa dos Médici, pois os florentinos estavam alarmados devido aos casamentos dos irmãos de Contessina, Pedro e Madalena, com membros de famílias poderosas de outras cidades italianas. O próprio casamento dos pais da jovem, Lourenço e Clarice, o primeiro grande casamento dos Médici com uma casa nobre não originária da Florença, tinha sido uma das causas da tensão que levou a Conspiração dos Pazzi.

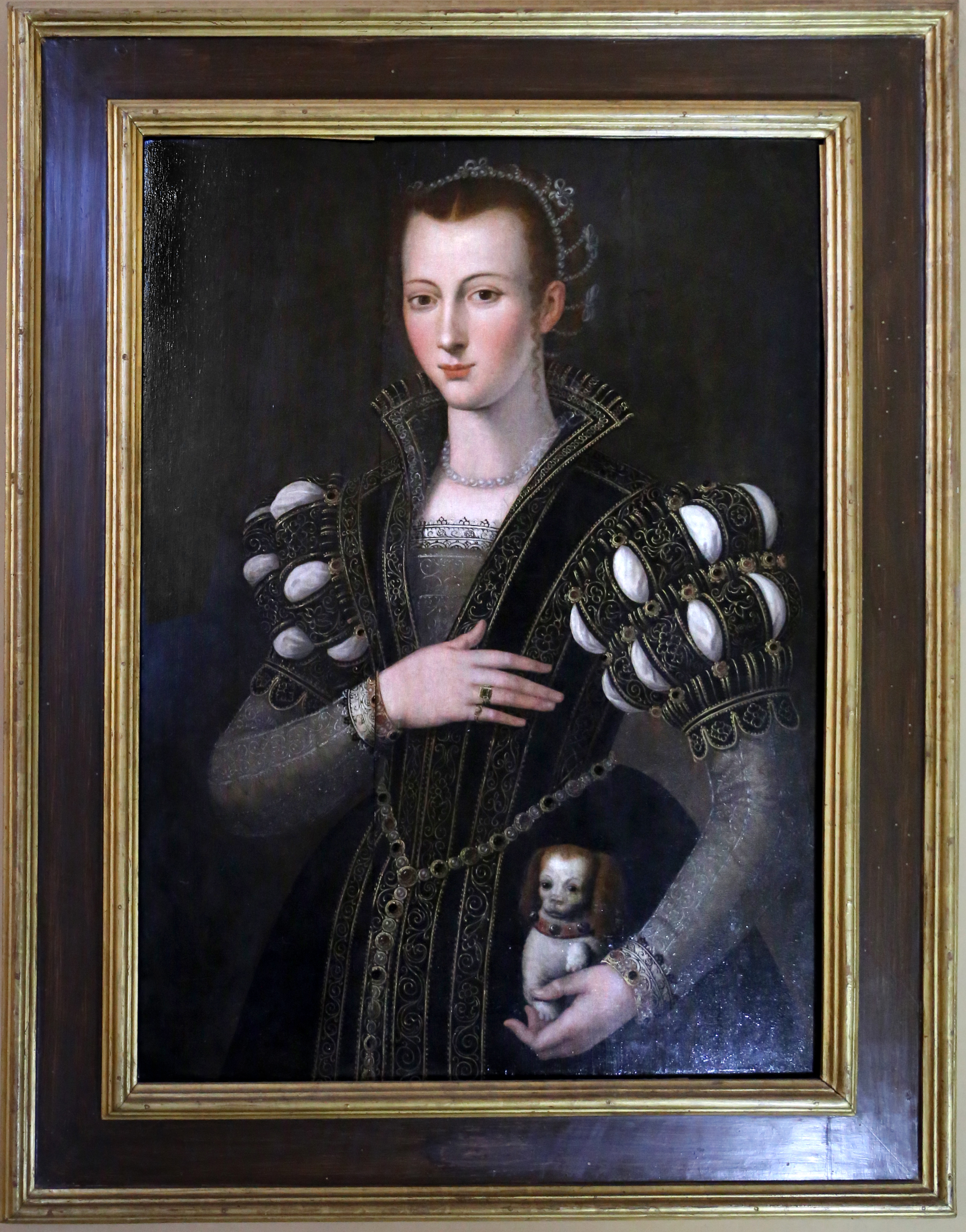
Retrato de Jean Bahuet, c. 1560, presente na coleção do Palácio Ducal de Mântua.

Em 1513, após a eleição do irmão João como Papa Leão X, Contessina e suas irmãs, Lucrécia e Madalena, se mudaram para Roma, onde ela se estabeleceu como uma mulher influente na política papal. Em 1514, Leão X designou todos os secretários da cúria papal Condes da corte do Palácio de Latrão com direitos e títulos equivalente ao título de Conde palatino do Sacro Império Romano-Germânico, o que incluía o marido da irmã, Pedro.
O casal teve seis filhos, quatro meninos e duas meninas.
Contessina faleceu em 29 de junho de 1515, aos 37 anos de idade, e foi enterrada em 1 de julho na Basílica de Santo Agostinho no Campo de Marte, em Roma.
Segundo um boato datado de 1845, o artista Michelangelo era apaixonado por Contessina. Contudo, como não havia rumores de tal paixão antes do século XIX, provavelmente é apenas uma lenda nascida durante o Romantismo.

## Descendência
- Luís Ridolfi (28 de agosto de 1495 – 18 de maio de 1556), um político e embaixador;
- Emília Ridolfi (1497 – 1514), foi esposa do príncipe Jacopo V Appiani, Senhor de Piombino, porém, morreu antes da consumação do casamento;
- Clarice Ridolfi (1499 – 1524), casou-se com o viúvo da irmã, Jacopo V, mas não teve filhos;
- Nicolau Ridolfi (16 de agosto de 1501 – 31 de janeiro de 1550), cardeal e arcebispo de Florença;
- Lourenço Ridolfi (6 de setembro de 1503 – 29 de setembro 1576), um cavaleiro e secretário apostólico. Foi casado com a prima Maria Strozzi, filha de Filipe Strozzi e de Clarice de Médici, sobrinha de Contessina;[2]
- Cosme Ridolfi (11 agosto de 1508 – 1528).